# Vremenske zone u Indoneziji
██ UTC+7 - zapadnoindonezijsko vrijeme
██ UTC+8 - srednjoindonezijsko vrijeme
██ UTC+9 - istočnoindonezijsko vrijeme
Vremenske zone u Indoneziji. Indonezijsko se otočje zemljopisno prostire kroz četiri vremenske zone, od UTC+6 u Acehu do UTC+9 u Zapadnoj Papui. Indonezijska vlada priznaje tri zone: zapadnoindonezijsko vrijeme—koje je sedam sati ispred (UTC+7) greenwichog vremena, GMT), srednjoindonezijsko vrijeme— koje je osam sati ispred (UTC+8) greenwichkog i istočnoindonezijsko vrijeme—koje je devet sati ispred (UTC+9) greenwichkog. Granica između zapadne i središnje vremenske zone je crta koja prolazi između otoka Jave i Balija kroz središnji dio Bornea. Granica između središnje i istočne vremenske zone prolazi sjeverno od istočnog kraja Timora prema istočnom kraju Sulawesija.
Ljetno računanje vremena nikad se nije razmatralo u Indoneziji zbog njena tropskog položaja, pa se svaki dio služi istim računanjem vremena cijele godine.

## Vanjske poveznice
- Indonezijsko standardno vrijeme  Arhivirana inačica izvorne stranice od 21. siječnja 2016. (Wayback Machine)